# Мом джанго
Мом джанго (также вере, верре, уере, кобо, моми, джанго; англ. mom jango, vere, verre, were, kobo, momi, jango; самоназвание: ǹdáǹ jango, ziri) — адамава-убангийский язык, распространённый в восточных районах Нигерии и в северных районах Камеруна, язык народа вере. Входит в состав ветви леко-нимбари подсемьи адамава. Распадается на два диалекта — собственно мом джанго и моми, которые могут рассматриваться также как отдельные языки (возможно, выделяется и более двух диалектов и самостоятельных языков). Наиболее близок языку кома, с которым образует языковой кластер вере.
Численность носителей по данным 2000 года — около 110 520 человек. Письменность основана на латинском алфавите.

## О названии
Самоназвание языка, или диалекта, джанго (мом джанго) — ǹdáǹ jango («язык джанго», дословно «уста джанго»), самоназвание этнической группы джанго — jangosú (в единственном числе), jango/jangoi/jangoyi (во множественном числе); самоназвание языка, или диалекта, моми — ziri. Распространены также такие варианты названия языка мом джанго, как «вере», «верре», «уере» и «кобо».

## Классификация
Согласно классификациям, представленным в справочнике языков мира Ethnologue и в «Большой российской энциклопедии», язык мом джанго вместе с наиболее близким ему языком кома, а также вместе с языками гимме и гимниме входит в объединение вере-гимме кластера вере-дояйо подгруппы воко-дояйо группы дуру ветви леко-нимбари подсемьи адамава адамава-убангийской семьи.
В классификации адамава-убангийских языков Р. Бленча, представленной в издании The Adamawa Languages, язык мом джанго (вере) с диалектами мом джанго, моми и, возможно, коба, включается в группу вере-дояйо ветви дуру. В классификации, опубликованной в издании An Atlas of Nigerian Languages, диалекты мом джанго и моми представлены как отдельные языки кластера вере. Вместе с кластером языков кома языки вере включаются в ветвь вере-дуру.
В классификации У. Кляйневиллингхёфера, опубликованной в базе данных по языкам мира Glottolog, язык мом джанго вместе с языками вере каадам и северноалантический вере, а также с языковым кластером кома ндера образуют языковое единство вере, которое последовательно включается в следующие языковые объединения: языки вере-гимме, языки северные самба дуру, языки самба дуру, центрально-адамавские языки, камерунско-убангийские языки и северные вольта-конголезские языки. Последние вместе с языками бенуэ-конго, кру, ква вольта-конго и другими образуют объединение вольта-конголезских языков. По мнению У. Кляйневиллингхёфера, несмотря на то, что диалекты мом джанго имеют много общего в лексике, они значительно различаются на морфологическом и синтаксическом уровнях. Наиболее обособленным среди них является диалект джанго, который противопоставляется диалектам вере, распространённым в северной части Алантики, и диалектам вере, распространённым в бассейне Фаро — вомму, ниссим-эйлим и кобом-карим-данем. Все эти три диалектные группы, по утверждению У. Кляйневиллингхёфера, следует считать самостоятельными языками.
По общепринятой ранее классификации Дж. Гринберга 1955 года, язык мом джанго (уере) включается в одну из 14 подгрупп группы адамава адамава-убангийской семьи вместе с языками дуру, намчи, колбила, папе, сари, севе, уоко, котопо и кутин.

## Лингвогеография

### Ареал и численность
Ареал языка мом джанго размещён на востоке Нигерии и на севере Камеруна в области к югу от реки Бенуэ. Согласно современному административно-территориальному делению Нигерии, носители языка мом джанго расселены главным образом в восточной части территории штата Адамава — в районах Северная Йола, Южная Йола и Фуфоре. По административно-территориальному делению Камеруна говорящие на языке мом джанго населяют приграничные с Нигерией районы в коммуне Бека департамента Фаро Северного региона.
С запада и частично с северо-востока ареал языка мом джанго граничит с областью распространения диалекта адамава северноатлантического языка фула. С юга к ареалу языка мом джанго примыкают ареалы близкородственных адамава-убангийских языков кома, самба-леко (леко, чамба-леко) и дояйо. К востоку и северу от области распространения языка мом джанго размещён ареал центральночадского языка бата. Внутри ареала мом джанго расположен ареал малочисленного адамава-убангийского языка вом.
По данным 1982 года численность носителей языка мом джанго составляла 20 000 человек (16 000 — в Нигерии и 4000 — в Камеруне). Согласно сведениям, представленным в справочнике Ethnologue, численность говорящих на языке мом джанго в 2000 году составила 110 520 человек (104 000 — в Нигерии и 6520 — в Камеруне). По современным оценкам сайта Joshua Project численность носителей этого языка составляет 184 000 человек, в том числе в Нигерии — 173 000 человек, в Камеруне — 11 000 человек (2017).

### Социолингвистические сведения
Согласно данным сайта Ethnologue, в отношении степени сохранности язык мом джанго рассматривается как стабильный язык, поскольку мом джанго устойчиво используется представителями этнической общности вере всех поколений, включая детей. Часть носителей языка мом джанго также владеет языком фула в варианте нигерийский фульфульде. Стандартной формы у языка мом джанго нет.
Представители народа вере, говорящие на мом джанго, в основном придерживаются традиционных верований (69 %), часть из них исповедует христианство и ислам.
По данным сайта организации Joshua Project вере, сохраняющие традиционную религию, составляют в Нигерии 60 % верующих, христиане — 20 %, мусульмане — 20 %; в Камеруне среди верующих вере преобладают христиане — 51 %, приверженцы традиционных верований составляют 34 % верующих, мусульмане — 15 %.

### Диалекты
Язык мом джанго представляет собой диалектный пучок, традиционно разделяемый на две диалектные группы, которые иногда рассматриваются как самостоятельные языки. Диалект собственно мом джанго, или джанго, известен также как «ядерный мом джанго», диалект моми нередко упоминается под самоназванием «зири».
У. Кляйневиллингхёфер предлагает рассматривать диалекты мом джанго как три самостоятельных языка:
- язык джанго (мом джанго) с диалектами джанго Дан-Вумба, джанго Сонха и джанго Нассарава-Кома (Нигерия);
- язык моми (вере каадам) — диалектный кластер вере, включающий идиомы моми Ядим (Нигерия), батем, или моми Бати / вере Бати (Нигерия) и вокба, или вере вокба (Кассала-Вома, Камерун);
- язык северноалантический вере — диалекты вере в Северной Алантике[англ.] (Камерун) — вомму (Вонги), ниссим (Ниссеро), эйлим (Оголо) и кобом, или вере кари (Комборо).

Существует также вариант группировки диалектов мом джанго в пять диалектно-языковых кластеров:
- джанго (мом джанго);
- кластер вере (моми, вере каадам);
- вомму (вонги);
- ниссим-эйлим;
- кобом, карум (вере кари), данум.

В одном из вариантов классификаций У. Кляйневиллингхёфер относит диалект вомму к языку моми, а в состав языка вере Северной Алантики, упоминаемого под названием кобом-ниссим, или вере-кари, включает пять диалектов — кобом, карим, данем, эйлим и ниссим.

## Письменность
Письменность языка мом джанго основана на латинском алфавите. В 2011—2013 годах на этот язык были переведены и опубликованы некоторые фрагменты из Библии.

## Лингвистическая характеристика

### Числительное
В языке мом джанго применяется двадцатеричная система счисления.
Примеры числительных от 1 до 30, десятков, сотен 100 и 200, тысяч 1000 и 2000 (в примерах акут (′) обозначает высокий тон, гравис (`) обозначает низкий тон, средний тон не маркируется):
| 1  | muzoz               |
| 2  | ɪ̀ttə́z               |
| 3  | tàáz                |
| 4  | náz                 |
| 5  | ɡbanáá              |
| 6  | bámbə́z              |
| 7  | ɡbánsá              |
| 8  | sàmsaara            |
| 9  | píttámúzo (10-1?)   |
| 10 | kòmna               |
| 11 | kòmna nàʔ múzoz     |
| 12 | kòmna nàʔ ɪ̀ttə́z     |
| 13 | kòmna nàʔ tàáz      |
| 14 | kòmna nàʔ náz       |
| 15 | kòmna nàʔ ɡbanáʔáz  |
| 16 | kòmna nàʔ bámbə́z    |
| 17 | kòmna nàʔ ɡbánsá    |
| 18 | kòmna nàʔ sàmsaara  |
| 19 | kòmna nàʔ píttámúzo |
| 20 | zur                 |

| 21   | zur nàʔ múzoz       |
| 22   | zur nàʔ ɪ̀ttə́z       |
| 23   | zur nàʔ tàáz        |
| 24   | zur nàʔ náz         |
| 25   | zur nàʔ ɡbanáʔáz    |
| 26   | zur nàʔ bámbə́z      |
| 27   | zur nàʔ ɡbánsá      |
| 28   | zur nàʔ sàmsaara    |
| 29   | zur nàʔ píttámúzo   |
| 30   | zur nàʔ kòmna       |
| 40   | zúʔ ɪ̀ttə́ (20x2)     |
| 50   | zúʔ ɪ̀ttə́ nàʔ kòmna  |
| 60   | zúʔ taare (20x3)    |
| 70   | zúʔ taare nàʔ kòmna |
| 80   | zúʔ na rè (20x4)    |
| 90   | zúʔ na rè nàʔ kòmna |
| 100  | zúʔ ɡbànáárə̀ (20x5) |
| 200  | zúʔ kòmna (20x10)   |
| 1000 | mul                 |
| 2000 | muʔ ìtté            |

## Изучение
Языки/диалекты джанго и моми, а также близкородственные им языки кома, гимме и гимниме, составляющие кластер вере-гимме, являются малоизученными и практически незадокументированными языками. В частности, данные по языку джанго представлены всего лишь небольшим списком слов, собранным К. Штрюмпелем более ста лет назад (список издан в 1910 году). Значительно больше сведений имеется по языку моми, его изучением занимались исследователи Р. Бленч и А. Эдвардс, в 1988 году они опубликовали работу по языку моми The Momi (Vere) language of Nigeria (Yadim dialect): a draft dictionary. Сравнительное сопоставление лексики языков джанго и моми с другими языками кластера вере-гимме в 2015 году представил немецкий лингвист У. Кляйневиллингхёфер.